# Liste der Monuments historiques in Blargies
Die Liste der Monuments historiques in Blargies führt die Monuments historiques in der französischen Gemeinde Blargies auf.

## Liste der Objekte
| Bezeichnung                           | Beschreibung                             | Standort                       | Kennzeichnung | Schutzstatus | Datum | Bild |
| ------------------------------------- | ---------------------------------------- | ------------------------------ | ------------- | ------------ | ----- | ---- |
| Skulptur des heiligen Martin zu Pferd | Holz, polychrom gefasst, 17. Jahrhundert | in der Kirche St-Martin (Lage) | PM60000328    | Classé       | 1960  |      |